# Acer amplum
Espèce
Classification phylogénétique
Statut de conservation UICN

 LC  : Préoccupation mineure
Acer amplum est une espèce d'arbre du genre Acer de la famille des Sapindaceae. On la trouve au Vietnam et en Chine.

## Sous-espèces
- Acer amplum subsp. bodinieri (H. Lév.) Y.S. Chen
- Acer amplum subsp. catalpifolium (Rehder) Y.S. Chen
- Acer amplum subsp. tientaiense (C.K. Schneid.) Y.S. Chen